# 4 Dywizja Piechoty (PSZ)

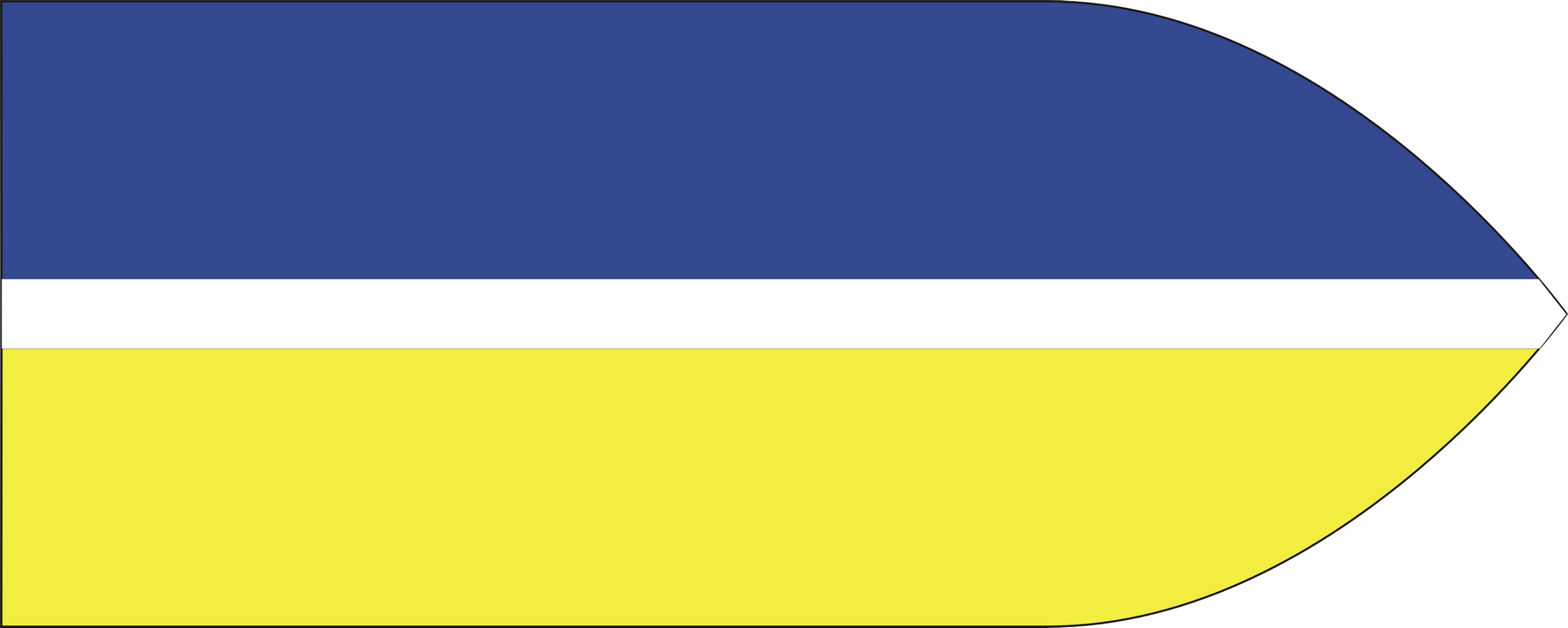
Barwy KG 4 DP

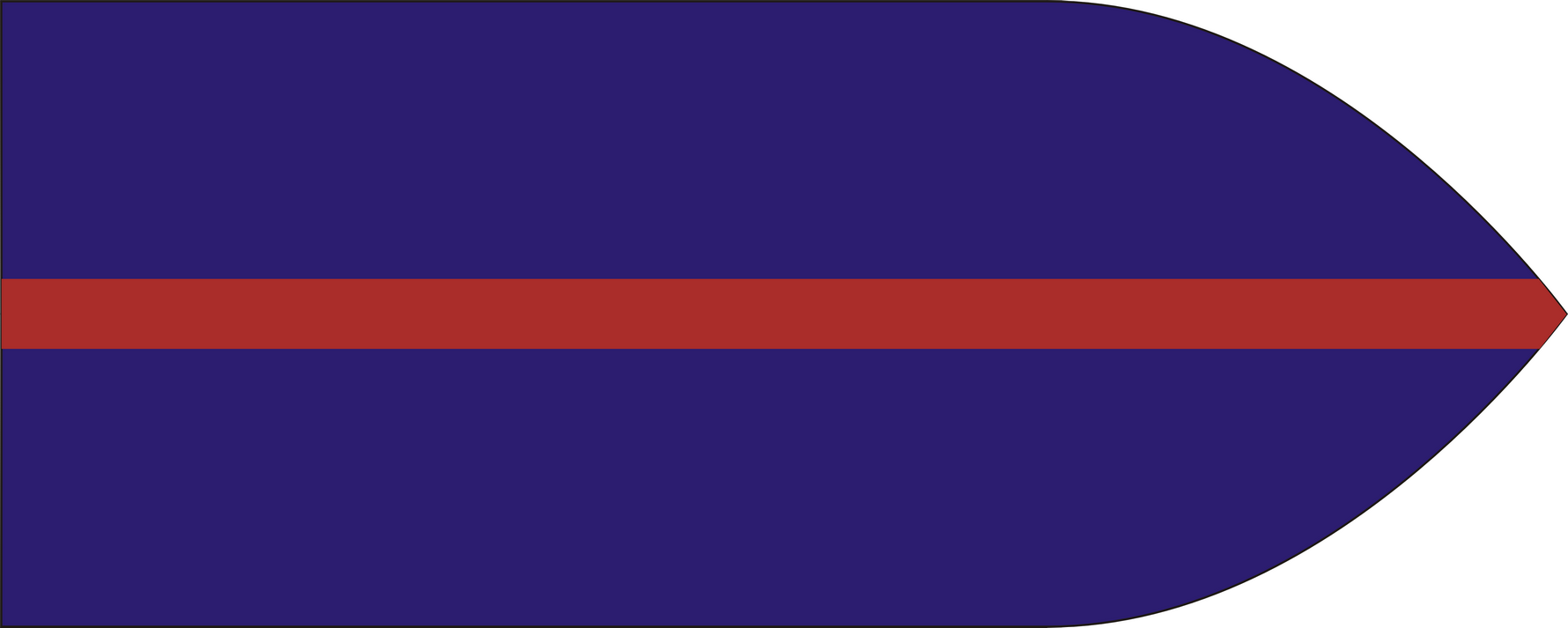
Barwy 1 BGren

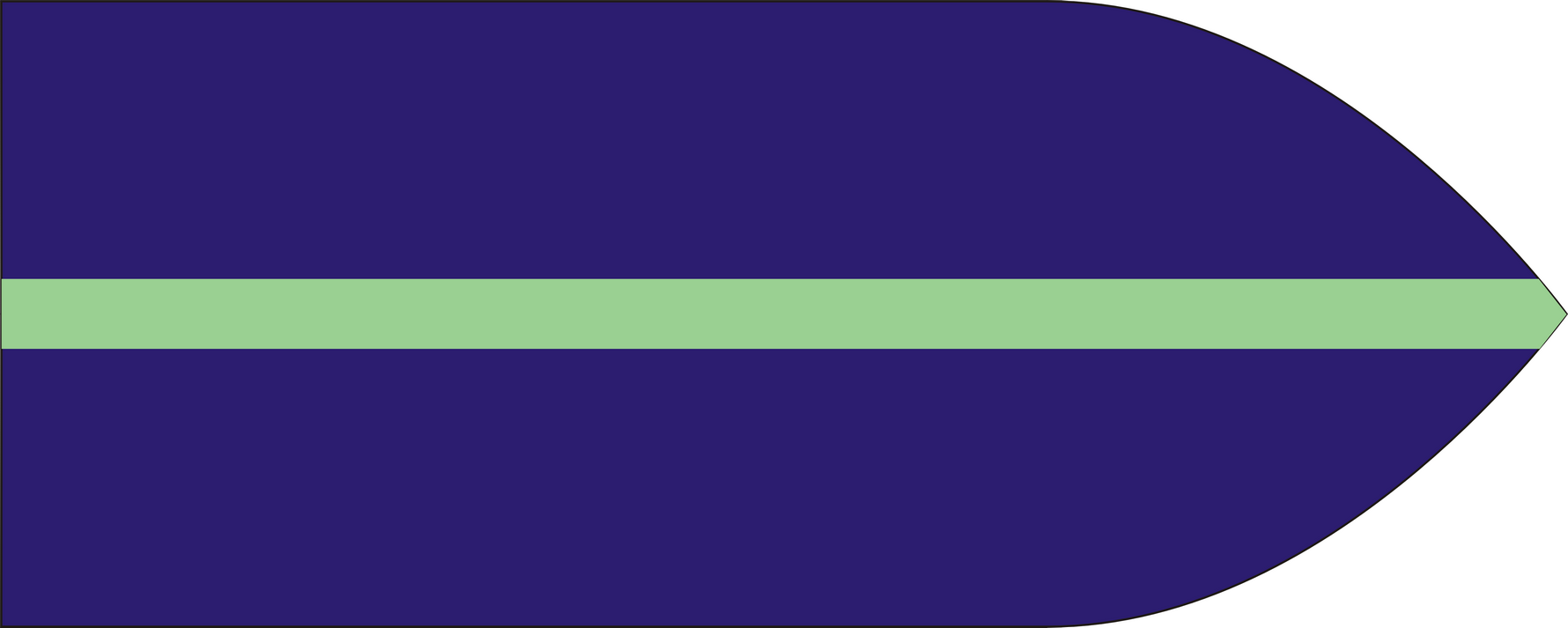
Barwy 2 BSP

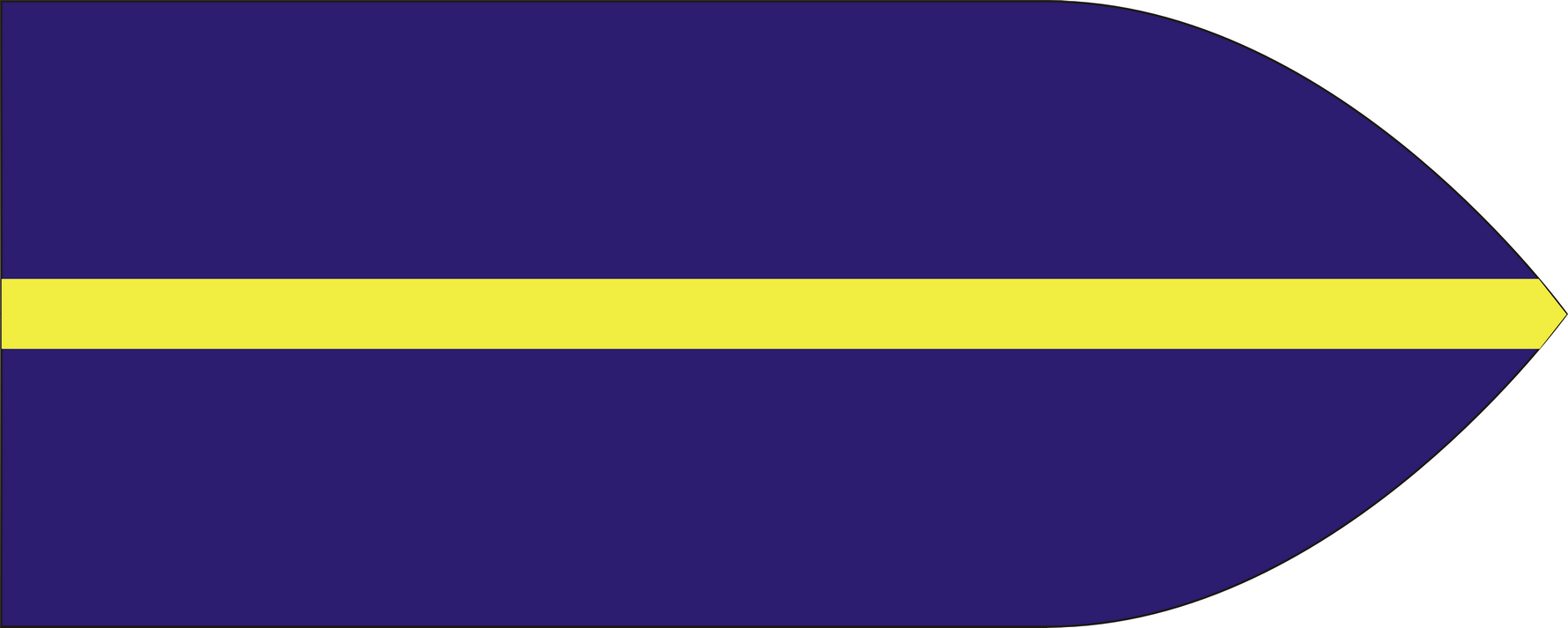
Barwy 8 BP

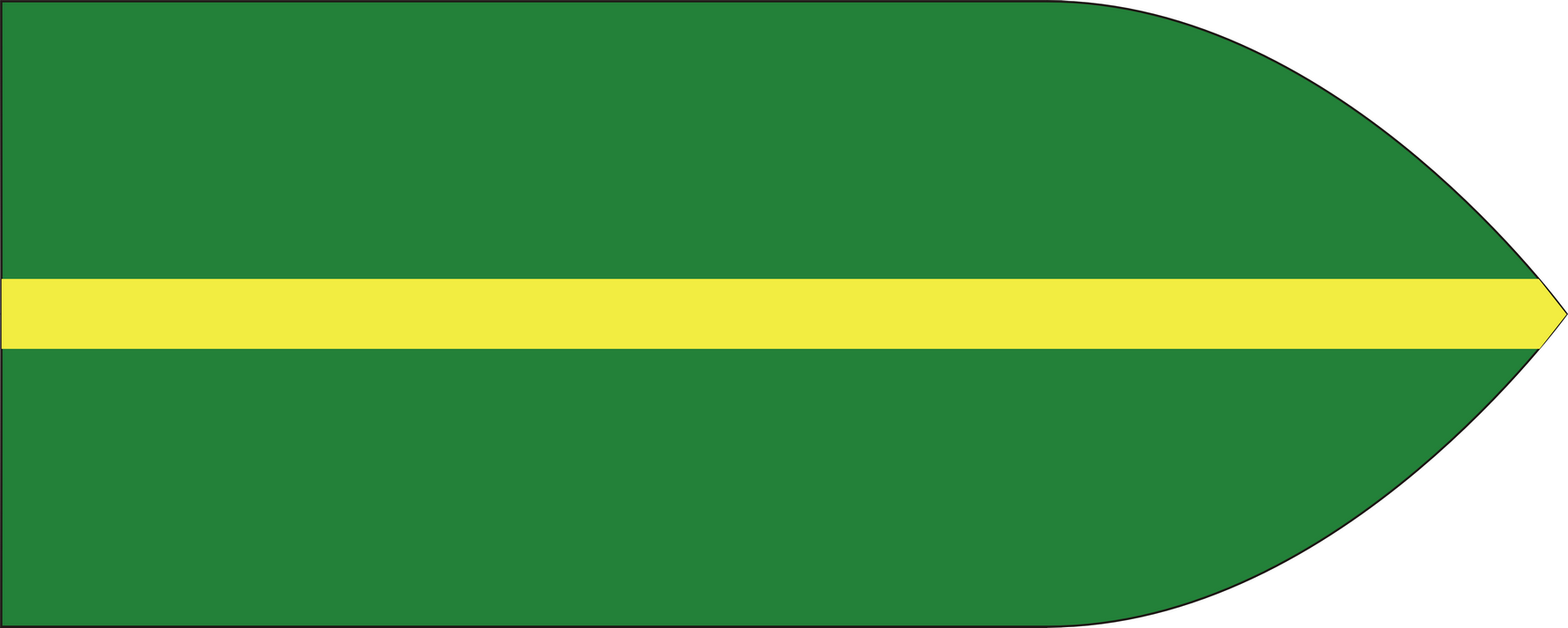
Barwy 4 paplot

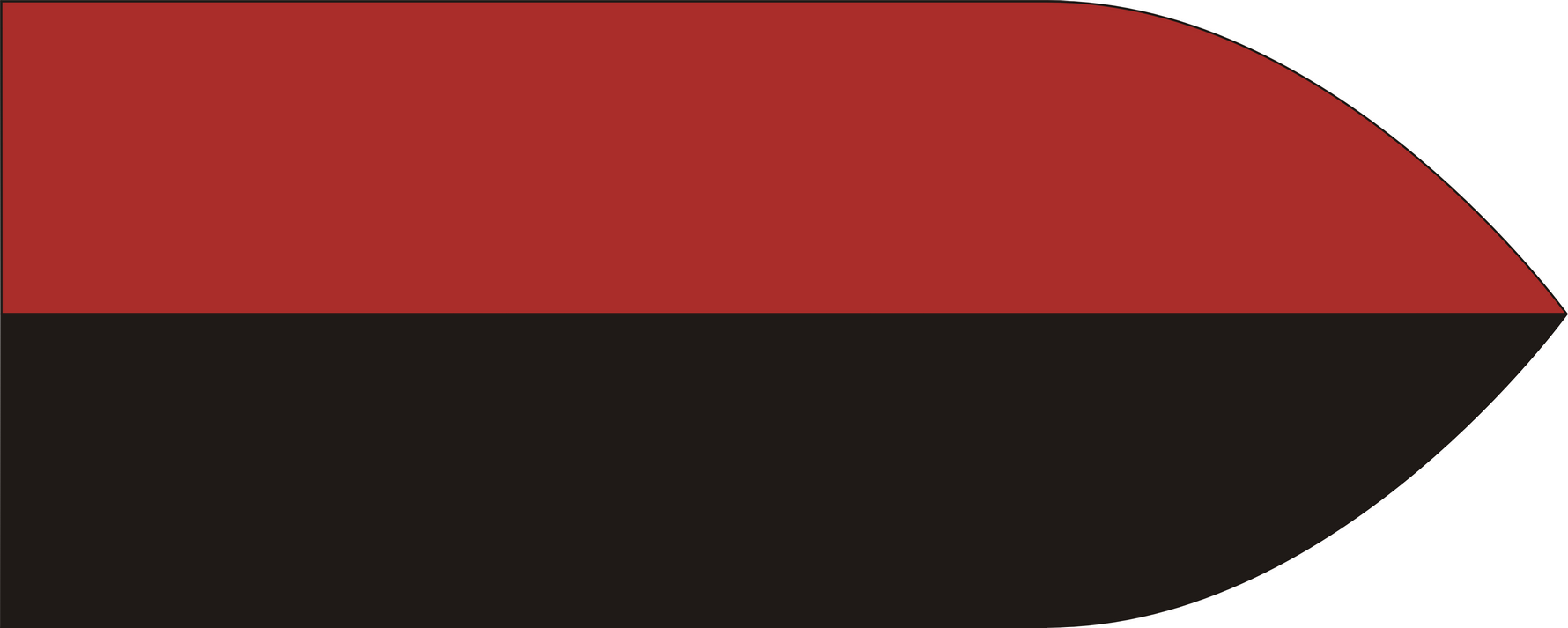
Barwy 4 bsap

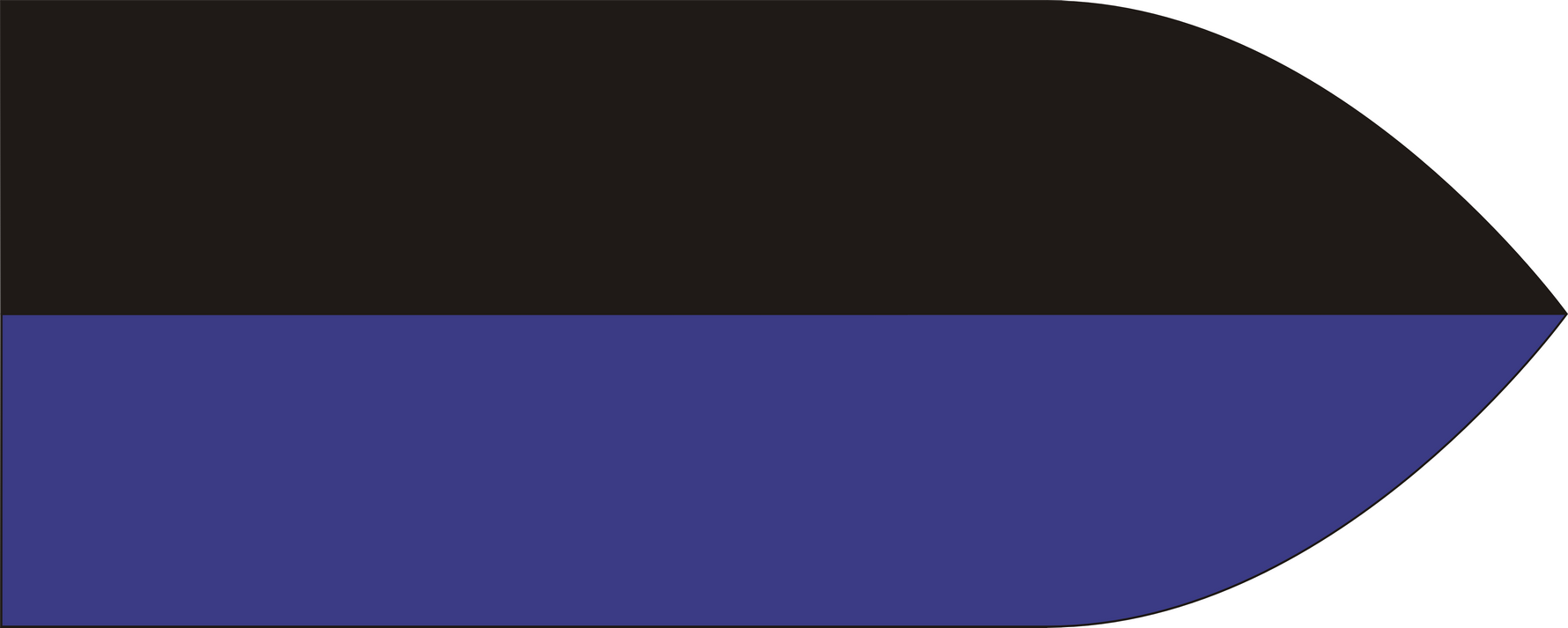
Barwy 4 bł

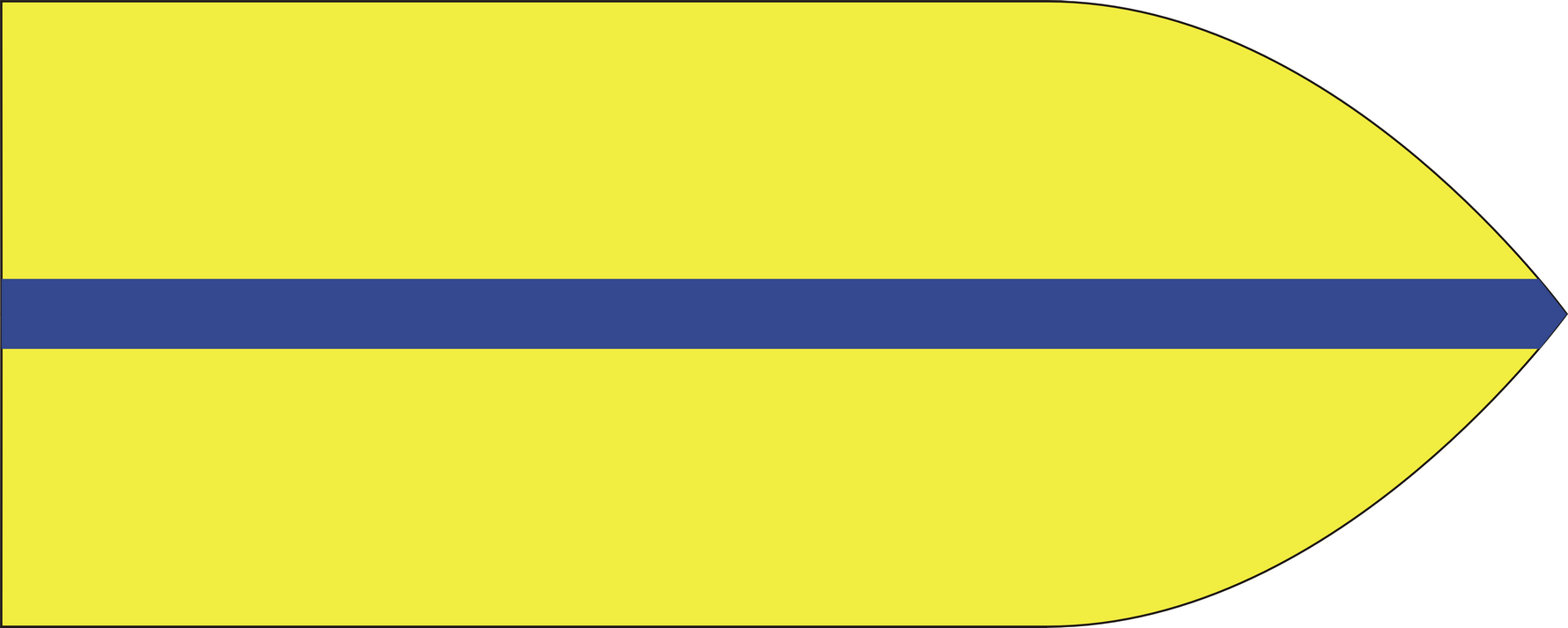
Barwy 4 b ckm

4 Dywizja Piechoty (4 DP) – wielka jednostka piechoty Polskich Sił Zbrojnych w Wielkiej Brytanii.
Dowództwo dywizji stacjonowało w Szkocji w Melrose, a następnie kolejno w Broughty Ferry, Banf i Comrie. Udziału w walkach nie wzięła.

## Rodowód
12 marca 1943 roku na błoniach na północ od Alloa odbył się ostatni przegląd 1 Samodzielnej Brygady Strzelców przed jej rozwiązaniem. Brygada zmuszona była oddać swych żołnierzy do innych związków taktycznych. Na podstawie rozkazu Naczelnego Wodza L.dz. 370 z 20 marca 1943 przemianowano 1 Brygadę Strzelców w kadrową 1 Dywizję Grenadierów. Niedługo potem została przemianowana na 2 Dywizję Grenadierów Pancernych (Kadrową).
20 maja 1944 roku Naczelny Wódz nadał dywizji nazwę „Dywizja Grenadierów Pancernych (kadrowa)”. Po dymisji Naczelnego Wodza gen. broni Kazimierza Sosnkowskiego, szef sztabu NW przejął kompetencje między innymi w zakresie kierowania sprawami organizacji i wyszkolenia sił zbrojnych. W dniu 22 listopada 1944 r. gen. dyw. S. Kopański konferował z zastępcą Szefa Sztabu Imperialnego gen. Nye na temat przerzucenia do Europy Pn.-Zach. z Włoch 2 KP i wysłania na front dwóch dywizji pancernych w składzie 1 KP. W trakcie tej konferencji i uzyskał stanowisko Sztabu Imperialnego i War Office, iż strona brytyjska nie widzi takiej potrzeby. Natomiast jest zainteresowana utworzeniem w najkrótszym możliwie czasie dywizji piechoty. Podczas wizyt w Sztabach Dowódcy 21 GA marsz. Montgomerego 14 grudnia 1944 r. i Dowództwie Alianckich Sił Ekspedycyjnych gen. Eisenhower’em w dniu 16 grudnia 1944 r. gen. Kopański nie uzyskał poparcia dla propozycji strony polskiej. Z uwagi na to 27 grudnia 1944 r. nakazał formować dywizję piechoty z napływających Polaków jeńców i dezerterów z armii niemieckiej oraz wyzwolonych robotników OT. Już 21 stycznia 1945 w szeregach dywizji znalazło się ok. 400 oficerów i 8394 szeregowych. 2 lutego 1945 r. W War Office odbyła się ponowna konferencja z udziałem brytyjskiego gen. Steele i gen. Kopańskiego, w trakcie której strona brytyjska zwróciła się z prośbą o przyspieszenie formowania dywizji piechoty i innych jednostek przewidzianych I Fazą Planu Rozbudowy Wojska, przekazując stronie polskiej stosowne etaty organizacyjne: osobowe, uzbrojenia, materiałowe itp. Tego samego dnia organizacja dywizji nabrała rozmachu. Już w dniu 5 lutego na podstawie rozkazu nr 150 Szefa Sztabu Naczelnego Wodza gen. dyw. Stanisława Kopańskiego została zmieniona nazwa dywizji na „4 Dywizja Piechoty”, 16 Brygada Pancerna została wyłączona z jej składu otrzymując tytuł „Samodzielna”, ustalono skład formowanej dywizji i jednostek dowództwa I Korpusu i korpuśnych dla obsługi 4 DP i 1 DPanc. Poszczególne jej brygady przejęły tradycje jednostek polskich z Francji: 1 Brygada – b. 1 Dywizji Grenadierów, 2 Brygada – b. 2 Dywizji Strzelców Pieszych, 8 Brygada – b. 3. i 4 Dywizji Piechoty. Etat dywizji przewidywał 922 oficerów 17 721 szeregowych, a wraz z I uzupełnieniem 1 028 oficerów i 19 668 szeregowych. W dniu 6 marca w skład 4 DP wchodziło 594 oficerów i 13 740 szeregowych, 13 marca odpowiednio 613 i 14 742 żołnierzy. Napływało uzbrojenie, wyposażenie, prowadzono szkolenie szeregowych i oficerów na kursach w dywizji i poza nią, zmagano się z brakiem kadry podoficerskiej i oficerów w piechocie, służbach: sanitarnej i warsztatowej. W trakcie konferencji w dniu 16 marca w War Office na żądanie strony brytyjskiej gen Kopański zobowiązał się, że dywizja osiągnie pełne stany osobowe przewidziane etatem w dniu 25 marca 1945 r. Rozkaz ten został wykonany, jednocześnie 1 czerwca dywizja miała osiągnąć pełną gotowość bojową do działań. 4 Dywizja Piechoty nie wzięła udziału w walkach. W czerwcu dywizja posiadała niedobór zaledwie 18 oficerów, a liczba szeregowych przekroczyła stan etatowy o 3025 żołnierzy. W obliczu kapitulacji Niemiec ambitne zamierzenia rozwoju dywizji zostały jednak zaniechane. W 1947 roku dywizja została rozformowana.

## Ordre de Bataille i obsada personalna dywizji w 1945
- Kwatera Główna
  - Dowództwo
  - Sztab
  - pluton ochrony KG

- 1 Brygada Grenadierów

- 2 Brygada Strzelców Pieszych

- 8 Brygada Piechoty

- Artyleria Dywizyjna
  - Kwatera Główna
  - bateria sztabowa
  - 3 pułk artylerii motorowej
  - 14 pułk artylerii lekkiej
  - 15 pułk artylerii lekkiej
  - 4 pułk artylerii przeciwpancernej
  - 4 pułk artylerii przeciwlotniczej lekkiej
  - dywizjon zwalczania moździerzy

- 4 batalion saperów (Oddziały Saperów Dywizyjnych)
- 9 pułk Ułanów Małopolskich (pułk rozpoznawczy)
- 4 batalion łączności
- 4 batalion ciężkich karabinów maszynowych

- Oddziały zaopatrywania
  - dowódca – mjr int. z WSW Damazy Bański
  - 7 kompania zaopatrywania
  - 8 kompania zaopatrywania
  - 12 kompania zaopatrywania
  - 20 kompania zaopatrywania (dywizyjna)

- Oddziały Warsztatowe
  - dowódca – mjr br. panc. Leon Czekalski
  - 7 kompania warsztatowa
  - 8 kompania warsztatowa
  - 12 kompania warsztatowa

- Oddziały sanitarne
  - dowódca – mjr dr Tadeusz Pasieczny
  - zastępca dowódcy – kpt. dr Jan Janiga
  - 12 kompania sanitarna
  - 13 kompania sanitarna- kpt. dr Kazimierz Szulc
  - 14 kompania sanitarna
  - 2 polowa stacja opatrunkowa
  - 3 polowa stacja opatrunkowa

- 4 park materiałowy
  - komendant – ppor. Włodzimierz Dobrucki

- 4 szwadron żandarmerii
  - dowódca – kpt. mgr Mieczysław Halardziński
- poczta polowa
- kasa polowa

- 11 sąd polowy
  - szef – mjr aud. Mieczysław Kaczorowski (równocześnie szef służby sprawiedliwości 4 DP)
  - sędzia – ppor. aud. Ditrich Jerzy

- kompania sztabowa
- dowódca – mjr Stefański Stanisław

- pluton opieki nad żołnierzem
  - dowódca – mjr Adam Kowalski
  - zastępca dowódcy – por. art. Stanisław Błaszczak
  - drużyna wywiadu obronnego

- ośrodek zapasowy 4 Dywizji Piechoty w Findo Gask

## Obsada personalna Kwatery Głównej
- dowódca dywizji – gen. bryg. Kazimierz Glabisz
- zastępca dowódcy – płk dypl. piech. Józef Matecki
- oficer ordynansowy – por. art. Stanisław Ruebenbauer
- dowódca artylerii dywizyjnej – płk art. Eugeniusz Ignacy Luśniak
- szef służby sprawiedliwości – mjr aud. Kaczorowski Mieczysław
- szef służby duszpasterskiej – st. kap. ks. Ringwelski Franciszek
- szef sztabu – ppłk dypl. sap. Stefan Piotrowski
- szef sztabu – ppłk dypl. piech. Marian Czyżewski
- oficer łącznikowy – kpt. sap. Kozłowski Edward
- oficer łącznikowy – kpt. Jacuk Józef
- oficer łącznikowy – kpt. art. Jasiński Zdzisław
- oficer taktyczny – kpt. dypl. art. Boroń Henryk
- oficer informacyjny – rtm. Zakrzewski Leszek
- pomocnik – por. Billewicz Kazimierz
- kwatermistrz – mjr dypl. Stefan Ciba
- oficer organizacyjno personalny – mjr Nowacki Wacław
- oficer łącznikowy – por. Spielvogel Hugo
- szef służby materiałowej. – kpt. – Muehlstein Albert
- zastępca szefa – kpt. Jan Bukowski
- szef żandarmerii – kpt. Władysław Łysakowski
- oficer płatnik KG – ppor. Stanisław Kowalewski
- oficer zaopatrzenia KG – ppor. Zygmunt Toegel
- dowódca plutonu ochrony KG – ppor. Józef Kowalczyk